# Берсерки Патріот
Берсерки Патріот (англ. Berserky Patriot) — професійний хокейний клуб з Вінниці, що виступає у чемпіонаті України з хокею. До 2024-го року команда представляла місто Харків.

## Історія
Восени 2020 року колишній професійний український хокеїст Павло Легачов та бізнесмен Деніс Шевчук (який офіційно змінив собі ім'я на Рулав Одд), об'єдналися навколо ідеї створення хокейного клубу за стандартами клубів північноамериканського аматорського хокею.
26 листопада 2020 року, коли у США відзначався День Подяки, вони ухвалили рішення про створення хокейного клубу під назвою «Рулав Одд». Цей день вважається офіційним днем створення нового клубу.
У тому ж сезоні в 2020 році  «Рулав Одд» дебютував в Аматорській хокейній лізі (АХЛ). У своєму першому ж сезоні в АХЛ  «Рулав Одд» дійшов до фіналу, а вже наступного сезону подав заявку на участь в чемпіонаті України серед професійних клубів.
Тренером клубу став відомий український хокеїст Ігор Шаманський. Наприкіці 2021 року його замінив Ігор Гаврилов. Капітаном команди став Євген Секірко.
Пізніше клуб отримав більш сучасну назву — «Харківські Берсерки». Крім того, клуб підписав партнерську угоду з Національним університетом цивільного захисту України, ставши неофіційним клубом українських рятувальників. Базовим містом команди став Харків, а домашньою ареною — харківський «Ice Hall». Талісманом клубу став маскот ведмідя на ім'я Бруні.
У 2022 році через російську агресію   домашню арену у Харкові було зруйновано і команда вимушено переїхала до Вінниці. Новою домашньою ареною команди стала місцева арена IceClub.
26 листопада 2023 року головний тренер Берсерків повідомив про можливу повторну зміну назви команди.
9 січня 2024 року команда оголосила про офіційну зміну прописки та назви. На новий сезон команда заявилась під назвою ШВСМ Колос «Берсерки Патріот» (Вінниця).